# Swadlincote
Swadlincote – miasto w Wielkiej Brytanii, w Anglii, w regionie East Midlands, w hrabstwie Derbyshire. W 2004 miasto to zamieszkiwało 36 000 osób.